# José García Pérez (escritor)
José García Pérez (Melilla, 26 de enero de 1936 - Málaga, 19 de junio de 2022) fue un escritor, político y poeta español. Diputado en el Congreso de los Diputados (1979-1986).

## Biografía
Nació el 26 de enero de 1936 en Melilla, ciudad en la que realizó la carrera de Magisterio en el colegio La Salle. Su padre era el propietario de la imprenta La Hispania.
Tras licenciarse en Magisterio fue enviado a una cabila en el Rif en aquel momento del Protectorado español de Marruecos. Posteriormente fue destinado a: Dos Hermanas (1958); Melilla, Cártama (1966), y Málaga. Durante sus años de docencia en la provincia de Málaga puso en marcha, con el obispo de Málaga, Ramón Buxarrais Ventura los Cursillos de Cristiandad, siendo nombrado su presidente.
En 1977, obtuvo por oposición la plaza de director del Colegio Público Bergamín de Málaga. Francisco de la Torre Prados le ofreció formar parte de UCD, y fue elegido diputado por Málaga, por este partido en el Congreso de los Diputados en la primera legislatura. Fue testigo privilegiado del intento de Golpe de Estado, del teniente coronel de la Guardia Civil, Antonio Tejero el 23 de febrero de 1981. Diversas discrepancias con la UCD relacionadas con el proceso autonómico andaluz que finalizarían con el Estatuto de Autonomía de Andalucía, hicieron que abandonara el partido centrista (2 de mayo de 1979-10 de junio de 1980) y se incorporara al Grupo mixto, donde permaneció desde el 10 de junio de 1980 hasta el 1 de septiembre de 1981.
Años después, se integró en el Partido Andalucista, siendo su secretario provincial y candidato a la alcaldía de Málaga en las elecciones municipales de 1983.
Tiempo después, abandonó la política, y regresó a su labor docente en el C.P. Bergamín donde dio clase al actor Pablo Pineda, que tiene síndrome de Down. El centro académico fue pionero en Andalucía en la integración de alumnos con discapacidad.
En esos años, se lanzó a escribir, llegando a publicar una docena de títulos, entre los que se encuentra una antología de su poesía. Fue nombrado vicepresidente del Ateneo de Málaga. También colaboró con el mundo de la prensa, primero a través de una columna diaria en el desaparecido Diario Málaga-Costa del Sol, y después en el diario digital El Faro de Málaga, y en La Opinión de Málaga.
Falleció a los 86 años, en la capital malagueña, como consecuencia de un cáncer de hígado que padecía desde hacía varios meses.